# Bisdom Fort Wayne-South Bend
Het bisdom Fort Wayne-South Bend (Latijn: Dioecesis Wayne Castrensis-South Bendensis) is een rooms-katholiek bisdom met als zetels Fort Wayne en South Bend, in de Amerikaanse staat Indiana. Het bisdom is suffragaan aan het aartsbisdom Indianapolis. 

## Geschiedenis
Het bisdom werd opgericht op 8 januari 1857, als het bisdom Fort Wayne, uit delen van het bisdom Vincennes, en was suffragaan aan het aartsbisdom Cincinnati. Op 21 oktober 1944 veranderde het van kerkprovincie en werd suffragaan aan het nieuw verheven aartsbisdom Indianapolis. Op 28 mei 1960 veranderde het van naam naar bisdom Fort Wayne-South Bend. 
Het verloor gebied bij de oprichting van de bisdommen Lafayette in Indiana (1944) en Gary (1956). 

## Parochies
Het bisdom had in 2021 een oppervlakte van 15.200 km2 en telde 1.311.570 inwoners waarvan 12,4% rooms-katholiek was.

## Bisschoppen
- John Henry Luers (22 september 1857 - 29 juni 1871)
- Joseph Gregory Dwenger (15 februari 1872 - 22 januari 1893)
- Joseph (James) Rademacher (14 juli 1893 - 12 juni 1900)
- Herman Joseph Alerding (30 augustus 1900 - 6 december 1924)
- John Francis Noll (12 mei 1925 - 31 juli 1956; aartsbisschop op persoonlijke titel sinds 2 september 1953)
- Leo Aloysius Pursley (29 december 1956 - 24 augustus 1976; hulpbisschop sinds 18 juli 1950, apostolisch administrator sinds 21 februari 1955)
  - John Paul Elford (hulpbisschop : 15 juli 1968 - oktober 1968; niet in bezit genomen)
  - Joseph Robert Crowley (hulpbisschop : 16 juni 1971 - 8 mei 1990)
- William Edward McManus (24 augustus 1976 - 18 februari 1985)
- John Michael D’Arcy (18 februari 1985 - 14 november 2009)
  - John Richard Sheets (hulpbisschop : 14 mei 1991 - 23 september 1997)
  - Daniel Robert Jenky (hulpbisschop: 21 oktober 1997 - 12 februari 2002)
- Kevin Carl Rhoades (14 november 2009 - heden)

## Galerij van afbeeldingen

Wapen van het bisdom
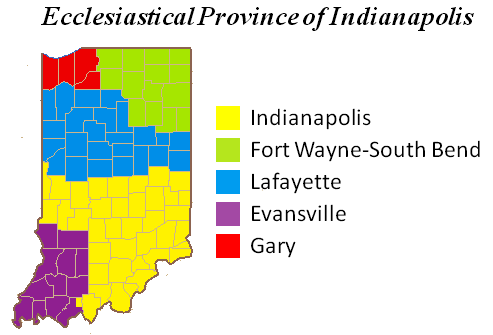
Kerkprovincie met aartsbisdom en suffragane bisdommen
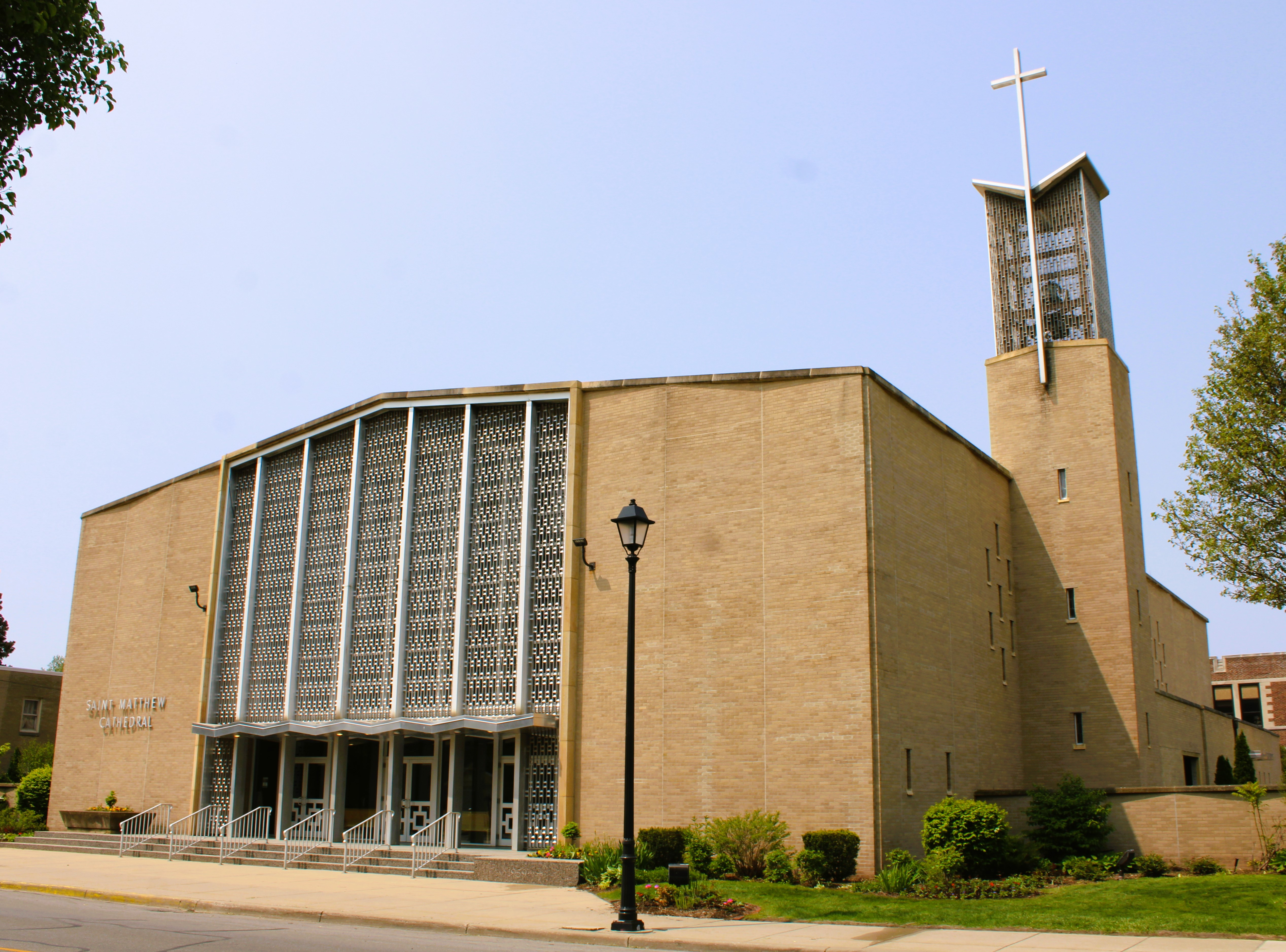
Saint Matthew Cathedral in South Bend

Indianapolis (aartsbisdom) · Evansville · Fort Wayne-South Bend · Gary · Lafayette in Indiana